# Полосатый лиалис
Полосатый лиалис (лат. Lialis burtonis) — вид ящериц из семейства чешуеногов.

## Описание
Длина достигает 60 см. Кожа имеет светлый или оливковый цвет с продольными полосами или линиями. Отсюда и происходит его название. Передние конечности отсутствуют, задние также практически полностью редуцированы, остаются 1—2 плотно прилегающие к телу чешуйки. Внешним видом, строением и поведением очень напоминает змей. Тело покрыто мелкой однородной чешуёй, и только с нижней стороны расположены большие брюшные щитки. Голова удлинённая и заострённая на конце. Челюсти несут увеличенные, загнутые назад зубы, предназначенные для удерживания крупной добычи. Имеет видимые ушные отверстия. Язык у этого лиалиса большой и мясистый.

## Ареал и места обитания
Полосатый лиалис распространён практически по всей Австралии, кроме южных районов, на островах Ару и Новая Гвинея. Обитает в полупустынях, тропических лесистых местностях и кустарниках.

## Образ жизни
Роет норы или прячется в норах грызунов. Активен ночью. Питается змеями, мелкими ящерицами, в частности гекконами и сцинками.

## Размножение
Яйцекладущая ящерица. Самка откладывает 2 яйца.

## Фото

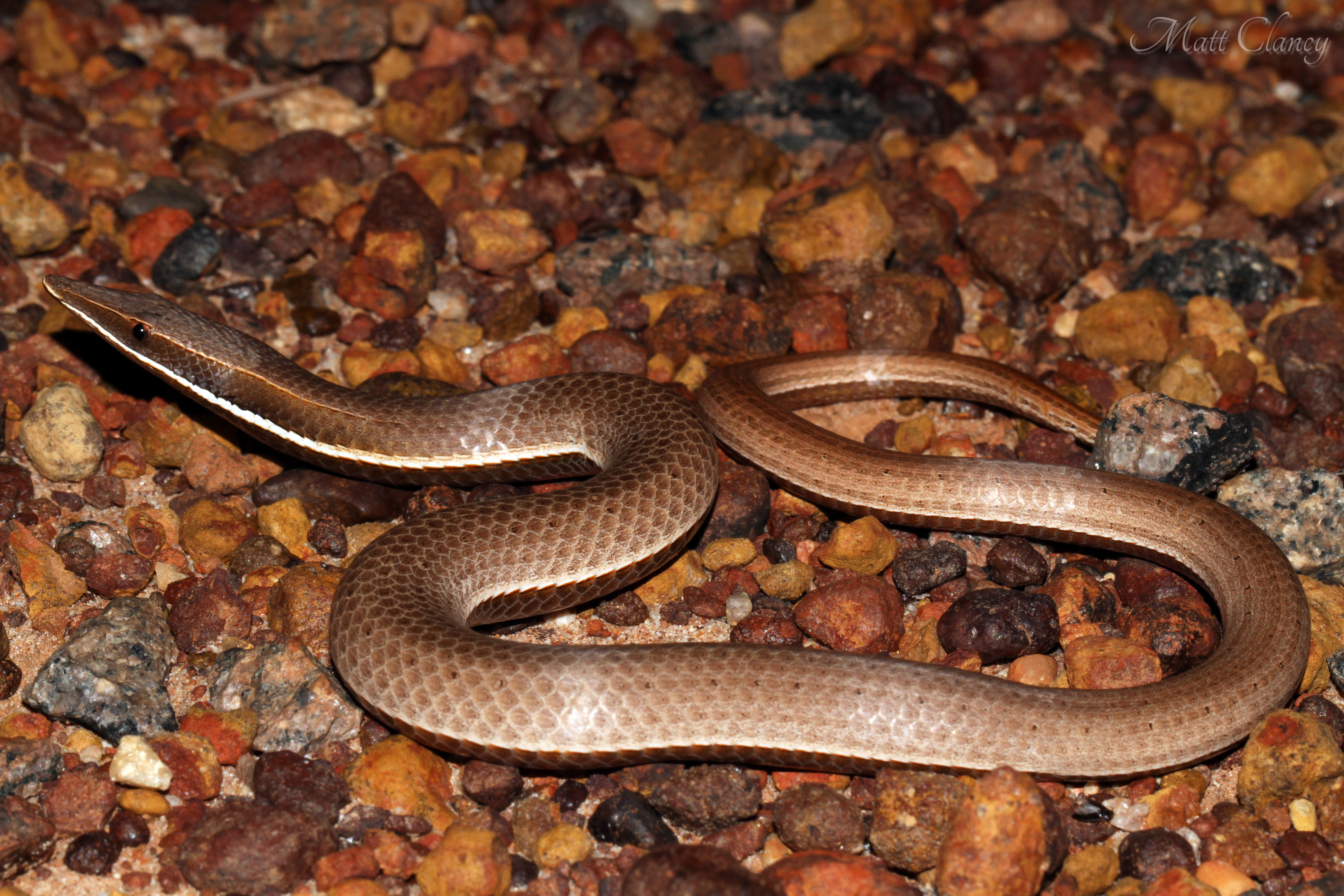
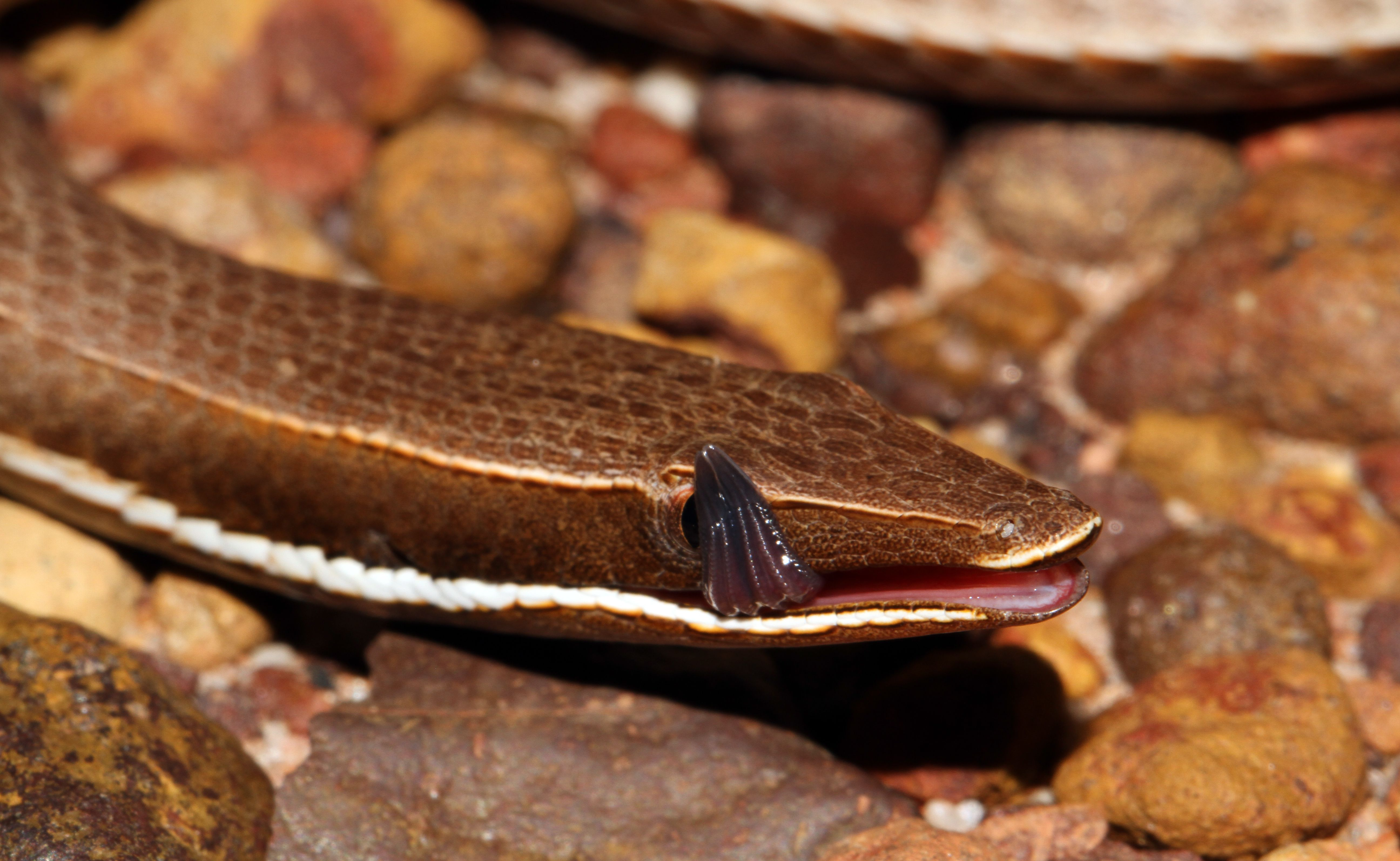
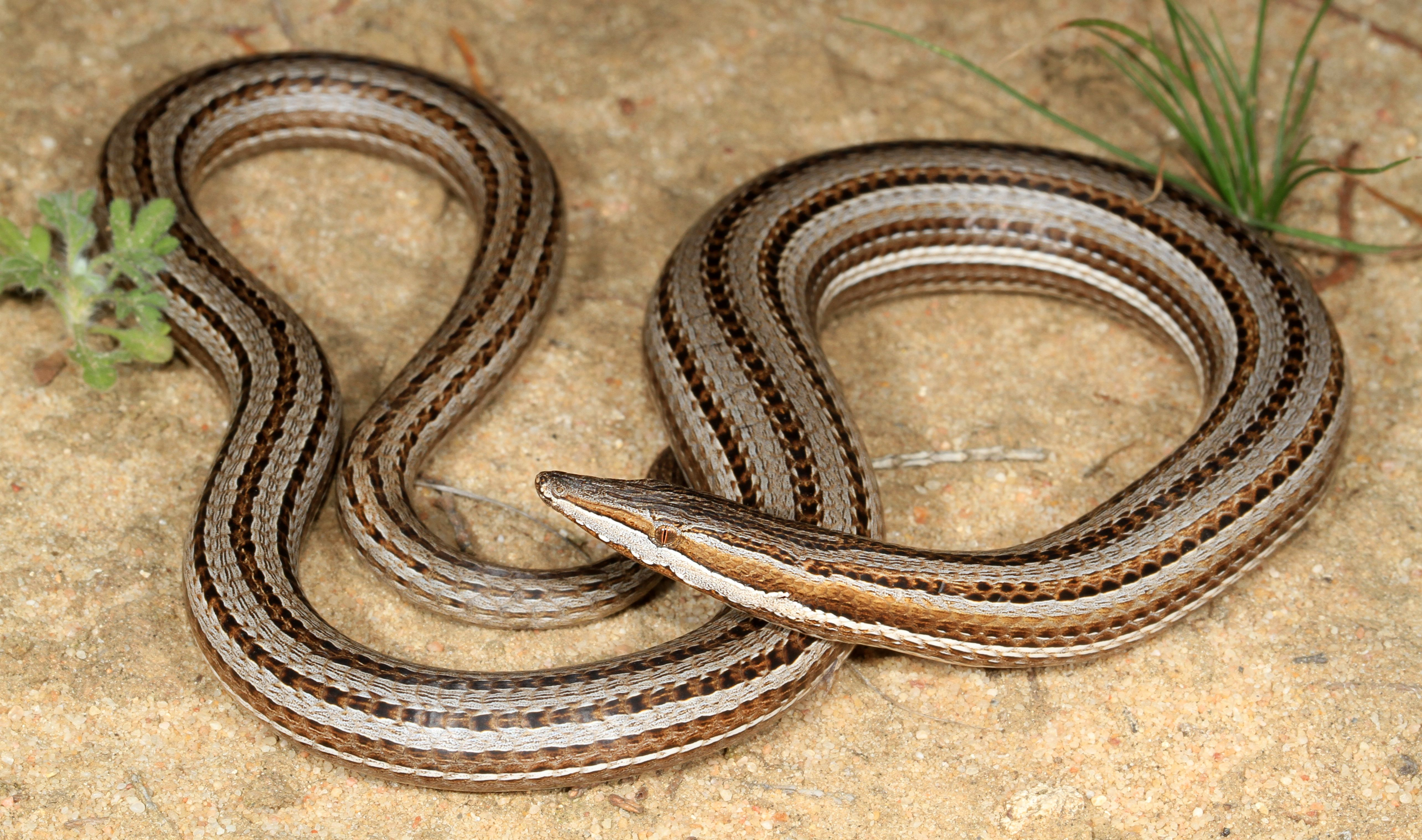
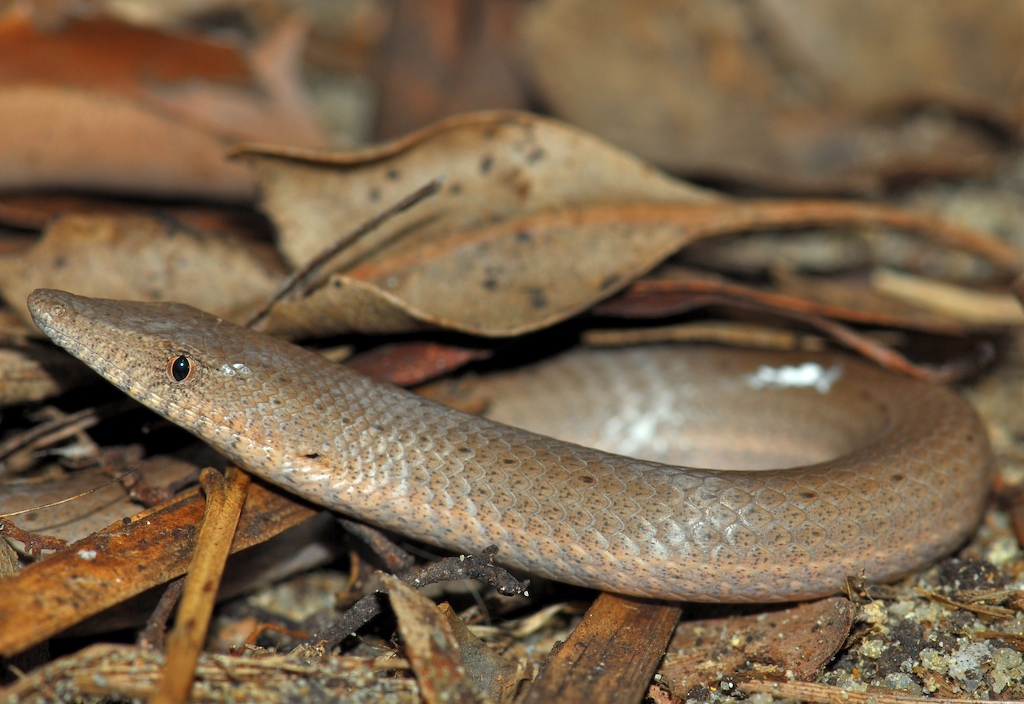
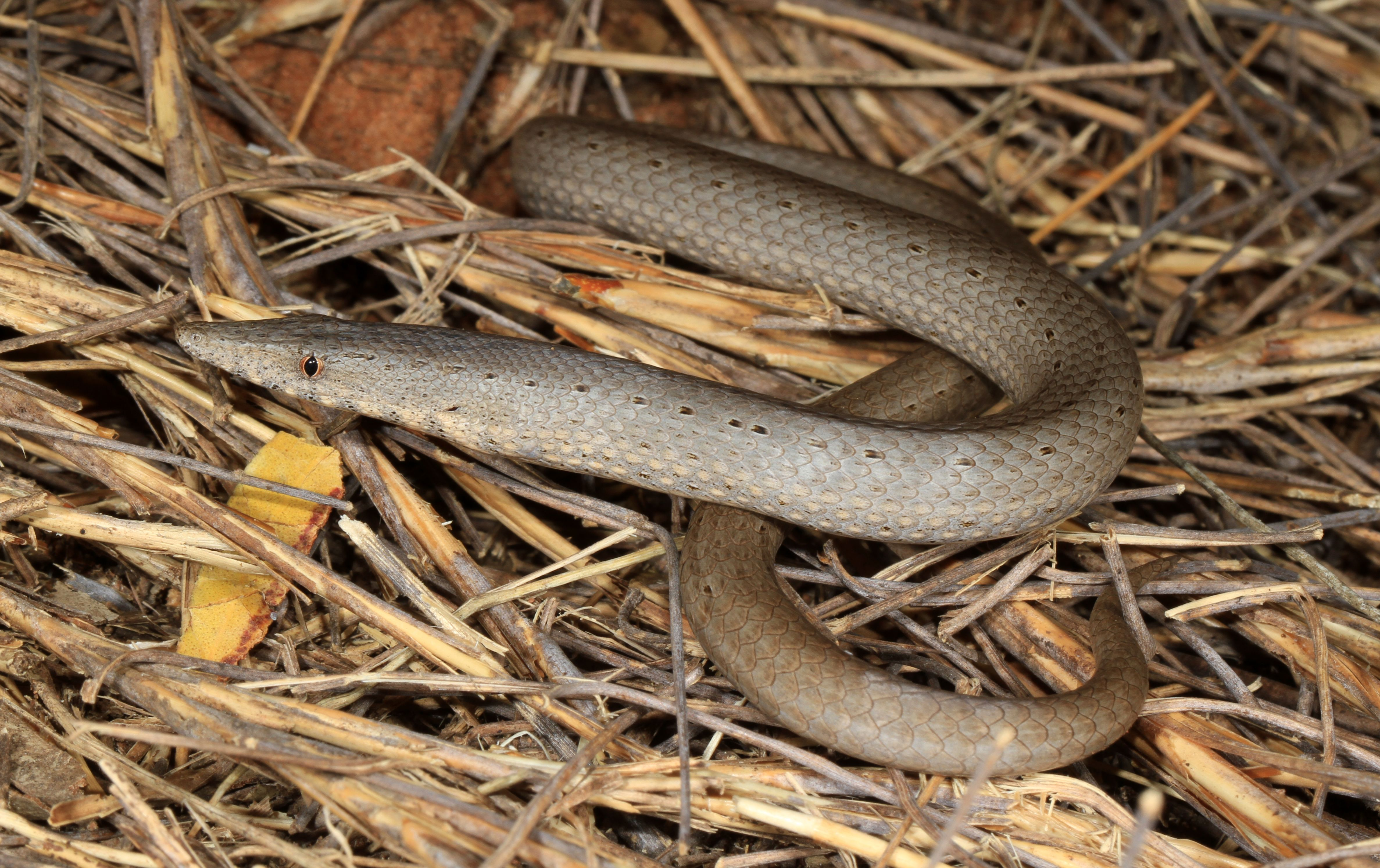
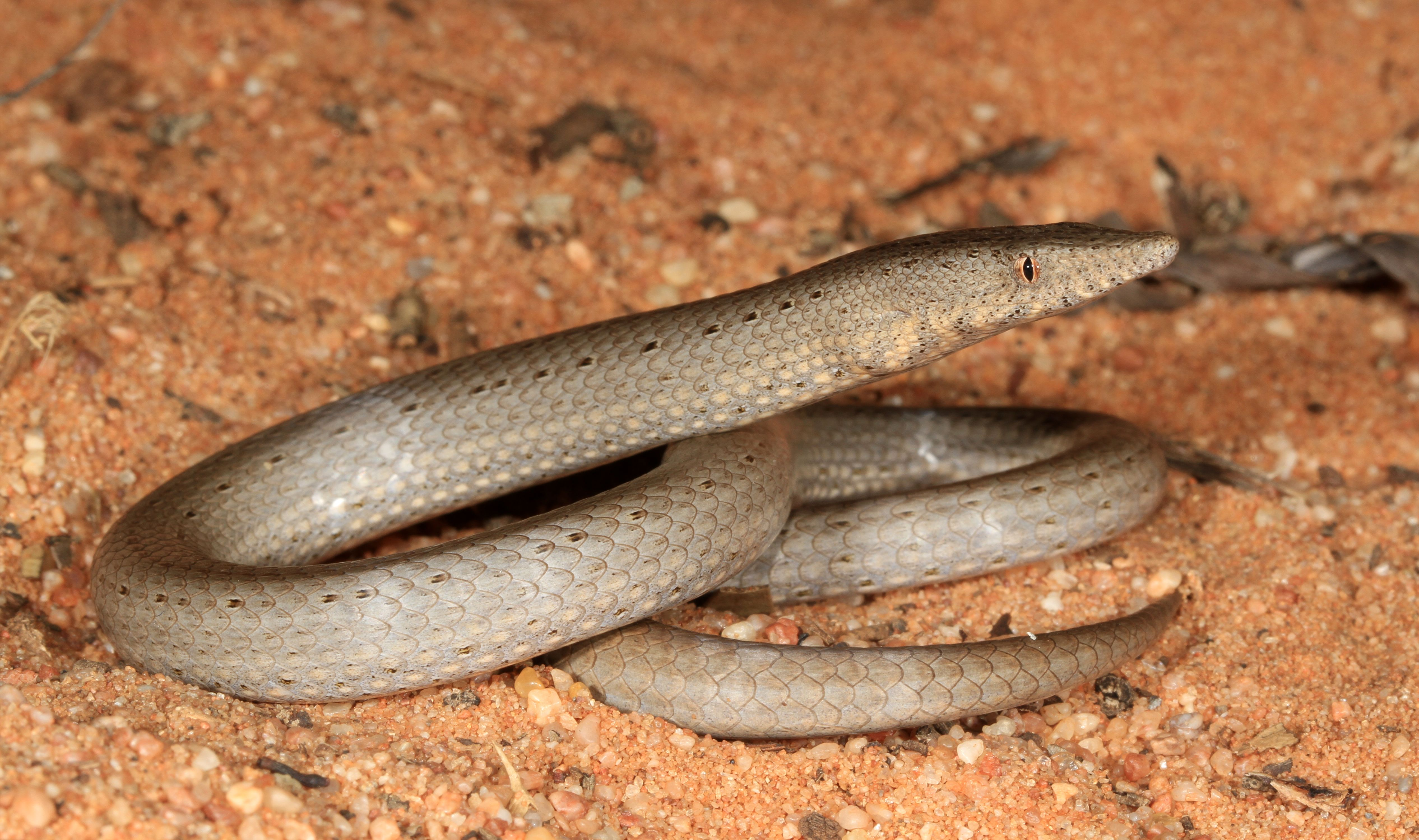
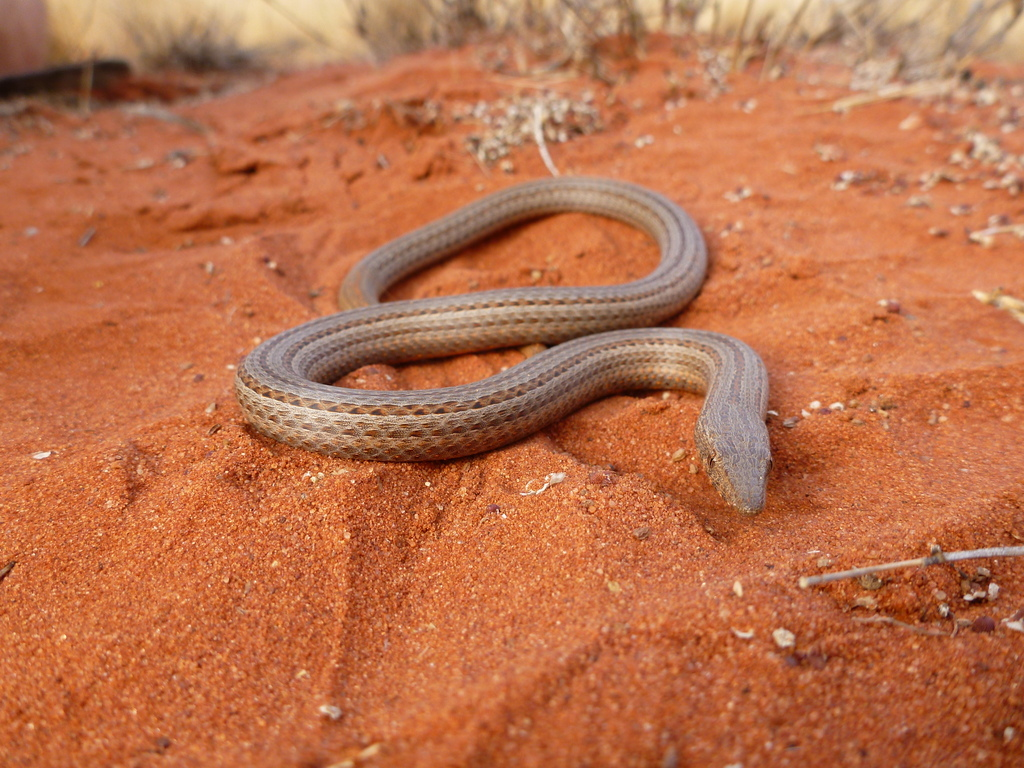